# Ростовская государственная консерватория имени С. В. Рахманинова
Ростовская государственная консерватория им. С. В. Рахманинова — государственное высшее музыкальное учебное заведение в городе Ростов-на-Дону.

## История
Ростовская консерватория была открыта в 1967 году как Ростовский государственный музыкально-педагогический консерваторий, в 1992 году преобразована в Ростовскую государственную консерваторию с присвоением имени С. В. Рахманинова. В 2004 году консерватории присвоен статус Академии.
Ростовская консерватория — учебное заведение музыкальной культуры и искусства Северного Кавказа и Юга России. Ею подготовлено 4000 специалистов — пианистов, дирижёров, хормейстеров, композиторов, музыковедов, оперных и камерных певцов, исполнителей на всех оркестровых струнных, духовых и ударных, народных инструментах, эстрадно-джазовых музыкантов. Более 400 из них стали лауреатами и дипломантами международных, всесоюзных, всероссийских конкурсов, 70 удостоены почетных званий Российской Федерации в области культуры и искусства, 60 защитили диссертации, 25 — профессора, 50 — доценты различных отечественных и зарубежных вузов.
Два десятилетия консерватория единственная обеспечивала подготовку высококвалифицированных кадров для музыкальных учреждений и учебных заведений всех уровней Юга России. Значительная часть Ростовской организации Союза композиторов России и её руководители — выпускники консерватории.
В 1982 году в РГК была открыта первая в СССР кафедра эстрадно-джазовой музыки, которую возглавил первый в стране профессор эстрадной и джазовой музыки (1989) Ким Назаретов.
В 1998 году консерватория стала лауреатом конкурса «Окно в Россию» по номинации «Институт искусств года», проведенного газетой «Культура», а также обладателем специальной премии общероссийского государственного телевизионного канала «Культура». В 1992 году консерватория начала регулярную издательскую деятельность, а в 2002 году — был организован редакционно-издательский отдел. В 1993 году в структуре консерватории был открыт Лицей — 11-летка для особо одаренных детей, ныне Средняя специальная музыкальная школа 11-летка (Колледж), что дало возможность целенаправленной подготовки талантливых детей с раннего возраста к поступлению в вуз. В 1993 году была открыта аспирантура по специальности 17.00.02 — Музыкальное искусство и ассистентура-стажировка (аспирантура) по всем творческо-исполнительским специальностям. С 1995 года функционирует Южный межотраслевой центр (ныне Институт) повышения квалификации и профессиональной переподготовки специалистов творческих профессий, в котором повысили квалификацию около 2000 слушателей из высших и средних специальных учебных заведений и учреждений культуры и искусства Северного Кавказа и Южно-Российского региона.

## Научная, концертная и творческая деятельность
Уже в первые месяцы становления вуза, когда студентов было всего около 70, и ещё не вполне сформировался профессорско-преподавательский состав, состоялись первые афишные концерты и прошла научная конференция.
Первым проректором по научной и концертной работе был Н. Ф. Орлов. Затем в разные годы эту должность занимали М. Н. Саямов, Н. Ф. Тифтикиди, Г. Р. Тараева, Е. Г. Шевляков, В. М. Гузий. С 1991 по 1998 и с 2002 по 2007 годы научную и концертную деятельность консерватории возглавляет доктор искусствоведения, заслуженный деятель искусств России, профессор А. М. Цукер. С 2007 года эти функции разделены: А. М. Цукер сохранил за собой руководство научной работой (с 2007 по 2010 годы), помощником ректора по концертной и творческой работе назначен композитор, профессор Г. Ю. Толстенко.
Традиционным стало проведение международных, всероссийских фестивалей и параллельно — научных конференций, посвященных общей теме. В числе наиболее значительных таких акций — «Отечественная культура XX века и духовная музыка», «Моцарт — Прокофьев», «Рахманиновские дни в Ростове», «Бытовая музыкальная культура: история и современность», «Музыкальный мир романтизма: от прошлого к будущему», «Шуберт — XX век», «Искусство на рубежах веков», «Музыкальная культура православного мира», «Музыкальная культура христианского мира» (к 2000-летию Рождества Христова), «Музыка в информационном мире», «Старинная музыка сегодня», конференции «Музыка и музыкант в меняющемся социокультурном пространстве» и фестиваль «Единый мир музыки», «Приношение Д. Д. Шостаковичу. К 100-летию со дня рождения», «Моцарт и моцартианство».
В 2002 году при РГК начал работу Творческий научно—просветительский центр «Рахманинов—Лосев», возглавляемый профессором Н. В. Бекетовой.
Консерваторией проводится международный фестиваль современной музыки «Ростовские премьеры».

## Здание консерватории
Здание консерватории, бывший Доходный дом Яблокова, построенный по проекту архитектораНиколая Дурбаха, является памятником архитектуры регионального значения. Дом, выходящий на Большую Садовую улицу, был построен в 1901 году на средства купца Яблокова, а корпус, выходящий фасадом с колоннами на Будённовский проспект был пристроен в 1952 году по проекту ростовского архитектора X. X. Чалхушьяна. Ранее на этом месте находился дом М. Ф. Мирошниченко.
В разное время в доме Яблокова располагались гостиница «Европа», кафе-кондитерская «Лор», синдикат «Ленинград-текстиль», винный склад, коммунальные квартиры, Ростовский государственной музыкально-педагогический институт и др. Перестройка здания проводилась 1968—1971 годах по проекту института «Ростовгражданпроект». В корпусе на Будённовском проспекте ранее находились Училище искусств, Клубы филателистов и шахматистов, спортзал, на верхних этажах находились такие организации, как «Лесное хозяйство» и «Сельхозтехника»